# Try Sleeping with a Broken Heart
Try Sleeping with a Broken Heart è un brano musicale del 2009 interpretato dalla cantautrice statunitense Alicia Keys, pubblicato come secondo singolo dall'album The Element of Freedom, quarto lavoro in studio della cantante.

## Descrizione

### Background
Alicia ha dichiarato a The Sun: «Mi piace da matti questa canzone perché posso cantare con tonnellate di strumenti dietro di me o da sola, con il mio piano, ma quello che voglio dire passa comunque». La canzone è coprodotta insieme a Jeff Bhasker, noto per le sue collaborazioni con Kanye West e altri artisti della scena R&B americana.

### Struttura e ispirazione musicale
Try Sleeping With a Broken Heart è un brano soul/R&B, con elementi di synth pop, alternative hip-hop e musica africana. La canzone è stata così descritta: "Alicia si avvicina a sonorità electro-pop anni '80, in una miscela azzeccata di Madonna e Pet Shop Boys, per finire con il solo pianoforte e una batteria devastante." Secondo Dan Weiss di Pitchfork, "Il cappio ossessionato, simil brutto sogno della Keys si rispecchia nelle percussioni" e ancora "Il ronzio del sintetizzatore è stralunato ma confortante e la melodia, degna di un'opera di Prince, è quasi elegiaca, giocata sull'organo finché prende il sopravvento il Nintendo catartico". L'intera canzone si allontana parecchio dai grandi classici della Keys, adottando una sperimentalità inedita, basata su un'armonia eterea ma pervasa da una vocalità incondizionata e profonda.

### Testo
La canzone, secondo la Keys, rappresenta il suo stato d'animo nel momento della realizzazione del suo quarto album, caratterizzato da una forte spiritualità liberatoria. Il testo è un testimone d'addio ad un amore finito ma incancellabile, ed assieme rappresenta una disperata ricerca di forza per ricominciare a vivere. Alicia per l'ultima volta ripensa alla grandezza dell'amore perduto e, con disperazione, cerca in ogni modo di abbandonarsi ad un sonno liberatorio.

## Il video
Il video musicale prodotto per Try Sleeping with a Broken Heart è stato girato il 31 ottobre 2009, ed è stato presentato in anteprima il 16 novembre 2009. Il video è stato diretto dal regista Syndrome. Realizzato con uno stile "graphic novel", vede Alicia nei panni di una eroina dotata di poteri straordinari che, però, le impediscono anche solo di toccare l'amore della sua vita. Il video si apre con una sorta di distesa marina violastra, increspata da onde che gradualmente si agitano e che si trasformano in una stoffa viola, sopra la quale giace Alicia. Questa presenta un tatuaggio molto colorato sulla schiena, con motivi floreali e raffinati. La protagonista è rappresentata in diverse scene, in cui guida una motocicletta, riporta in vita un cane investito e suona il pianoforte in una casa abbandonata. Per tutto il video è seguita da un uomo misterioso, che solo infine si rivela essere il suo amante. Quando infine i due innamorati si incontrano, Alicia protende la mano ma il volto dell'uomo si sfigura, poiché il potere di Alicia le impedisce di toccarlo. Nella scena finale, Alicia è di nuovo nella stanza da letto della prima scena e una lacrima, scendendole dagli occhi, distrugge l'unica possibile testimonianza del suo amore impossibile, una fotografia. Infine, il copriletto viola si agita e le sue pieghe convergono nel mare della scena iniziale.

## Tracce
Promo - CD-Single J - (Sony)
1. Try Sleeping with a Broken Heart - 4:09

## Classifiche
| Classifica (2009)                    | Posizione più alta |
| ------------------------------------ | ------------------ |
| Austria                              | 57                 |
| Belgio (Fiandre)                     | 12                 |
| Belgio (Vallonia)                    | 8                  |
| Canada                               | 37                 |
| Danimarca                            | 5                  |
| Paesi Bassi                          | 21                 |
| Germania                             | 33                 |
| Irlanda                              | 22                 |
| Norvegia                             | 2                  |
| Nuova Zelanda                        | 12                 |
| Slovacchia                           | 10                 |
| Svezia                               | 10                 |
| Svizzera                             | 21                 |
| Official Singles Chart               | 7                  |
| U.S. Billboard Hot 100               | 27                 |
| U.S. Billboard Hot R&B/Hip-Hop Songs | 2                  |